# Рехимли
Рехимли (на гръцки: Μεσιά, Месия, до 1926 година Ριχιμλή или Ρεχιμλή, Рихимли или Рехимли) е село в Егейска Македония, Гърция, част от дем Кушница, област Източна Македония и Тракия.

## География
Селото е разположено на 125 m надморска височина в южното подножие на планината Кушница (Пангео). Северно от селото е запазен старият каменен Рехимлийски мост.

## История
В края на XIX век Рехимли е турско село в Правищка каза на Османската империя. Към 1900 година според статистиката на Васил Кънчов („Македония. Етнография и статистика“) в Рехимли живеят 240 души, всички турци.
Селото попада в Гърция след Междусъюзническата война в 1913 година. През 20-те години турското му население се изселва по споразумението за обмен на население между Гърция и Турция след Лозанския мир и на негово място са заселени гърци бежанци от Турция. В 1928 година селото е изцяло бежанско с 37 семейства със 142 души.
Българска статистика от 1941 година показва 433 души.
Основно производство на населението традиционно е тютюнът и малко жито.
| Име        | Име         | Ново име    | Ново име     | Описание                               |
| ---------- | ----------- | ----------- | ------------ | -------------------------------------- |
| Кара Мослу | Καρὰ Μοσλοῦ | Пиги        | Πηγή         | река в Люти рид, ляв приток на Лъджа   |
| Ак Су      | Ἀκ Σοῦ      | Аспронери   | Ἀσπρονέρι    | река                                   |
| Елти тепе  | Ἐλτὶ Τεπὲ   | Скурадокофи | Σκουραδοκοφή | връх в Люти рид (667,2 m), ЮИ от Месия |

| Година    | 1913 | 1920 | 1928 | 1940 | 1951 | 1961 | 1971 | 1981 | 1991 | 2001 | 2011 | 2021 |
| --------- | ---- | ---- | ---- | ---- | ---- | ---- | ---- | ---- | ---- | ---- | ---- | ---- |
| Население | 182  |      |      | 241  | 256  | 245  | 196  | 177  | 183  | 191  | 170  | 132  |